# Список генерал-резидентов Туниса
В 1881 году Французская Республика решила завоевать Тунис. Вторжение началось 28 апреля 1881 года и уже 12 мая бей Туниса подписал с французским правительством Бардоский договор, во Франции получивший название «договор гарантии и защиты». Договор установил протекторат Франции над Тунисом. Бей был вынужден доверить все свои полномочия в сфере иностранных дел, обороны, реформ и администрации генерал-резиденту, назначаемого Францией, который де-факто и управлял протекторатом. Несмотря на подписание договора, сопротивление продолжалось ещё несколько месяцев. Окончательно завоевание Туниса завершилось 8 июня 1883 года, когда в пригороде Туниса Ла-Марсе была подписана конвенция, завершившая создание в стране режима французского протектората.
Тунис оставался французской колонией, управляемой генерал-резидентами из Парижа до 20 марта 1956 года, когда было провозглашено независимое Королевство Тунис.

## Список генерал-резидентов Французского Туниса
Ниже приведён список французских колониальных администраторов, руководивших Французским протекторатом Тунис с 1881 по 1956 год.
| №                                                                          | Портрет | Фамилия                                                              | Срок полномочий       | Срок полномочий      | Срок полномочий | Примечания |
| №                                                                          | Портрет | Фамилия                                                              | Начало                | Конец                | Срок            | Примечания |
| -------------------------------------------------------------------------- | ------- | -------------------------------------------------------------------- | --------------------- | -------------------- | --------------- | --- |
| 1                                                                          |         | Жюстен Теодор Доминик Рустан фр. Justin Théodore Dominique Roustan   | 13 мая 1881           | 28 февраля 1882      | 291 день        | Министр-резидент Франции в Тунисе, генеральный консул Франции в Тунисе (1874—1881) |
| 2                                                                          |         | Пьер Поль Камбон фр. Pierre Paul Cambon                              | 28 февраля 1882       | 28 октября 1886      | 4 года 242 дня  | Министр-резидент Франции в Тунисе, при нём была подписана Конвенция в Марсе |
| 3                                                                          |         | Жюстен Массикол фр. Justin Massicault                                | 23 ноября 1886 года   | 5 ноября 1892 года   | 5 лет 348 дней  | Генерал-резидент Франции в Тунисе, создал административные и экономические институты французского протектората Тунис |
| 4                                                                          |         | Шарль Урбэн Жюль Жозеф Рувье фр. Charles Urbain Jules Joseph Rouvier | 5 ноября 189 года     | 14 ноября 1894 года  | 2 года 9 дней   | Генерал-резидент Франции в Тунисе, развивал сельское хозяйство и инфраструктуру |
| 5                                                                          |         | Рене Филипп Милле фр. René Philippe Millet                           | 14 ноября 1894 года   | 15 ноября 1900 года  | 6 лет 1 день    | Генерал-резидент Франции в Тунисе, реформировал налогообложение, развивал инфраструктуру и образование |
| 6                                                                          |         | Жорж Шарль Альбин Бенуа фр. Georges Charles Albin Benoit             | 15 ноября 1900 года   | 27 декабря 1901 года | 1 год 42 дня    | Генерал-резидент Франции в Тунисе, завершил финансовую реорганизацию Туниса |
| 7                                                                          |         | Стефан Жан Мари Пишон фр. Stephen Jean Marie Pichon                  | 27 декабря 1901 года  | 29 декабря 1906 года | 5 лет 2 дня     | Генерал-резидент Франции в Тунисе |
| 8                                                                          |         | Габриэль Алапетит фр. Gabriel Alapetite                              | 29 декабря 1906 года  | 26 октября 1918 года | 11 лет 301 день | Генерал-резидент Франции в Тунисе, развивал сельскохозяйственные кооперативы, сберегательные общества и жеелзные дороги |
| 9                                                                          |         | Этьен Жан-Мари Фланден фр. Étienne Jean-Marie Flandin                | 26 октября 1918 года  | 1 января 1921 года   | 2 года 67 дней  | Генерал-резидент Франции в Тунисе, одновременно сенатор от Французской Индии |
| 10                                                                         |         | Люсьен Шарль Ксавье Сен фр. Lucien Charles Xavier Saint              | 1 января 1921 года    | 2 января 1929 года   | 8 лет 1 день    | Генерал-резидент Франции в Тунисе, провёл избирательную реформу и децентрализацию власти |
| 11                                                                         |         | Франсуа Пьер Жозеф Мансерон фр. François Pierre Joseph Manceron      | 18 февраля 1929 года  | 29 июля 1933 года    | 4 года 161 день | Генерал-резидент Франции в Тунисе, ранее директор кабинета при Габриэля Алапетите и заместитель генерального секретаря правительства Туниса |
| 12                                                                         |         | Бернар Марсель Пейрутон фр. Bernard Marcel Peyrouton                 | 29 июля 1933 года     | 21 марта 1936 года   | 2 года 236 дней | Генерал-резидент Франции в Тунисе, отметился усилением репрессий против коммунистов и националистов из партии «Новый Дестур», снят из-за неспособности преодолеть последствия Великой депрессии                                                        |
| 13                                                                         |         | Арман Гийон фр. Armand Guillon                                       | 17 апреля 1936 года   | 18 октября 1938 года | 2 года 184 дня  | Генерал-резидент Франции в Тунисе, социалист, ослабил репрессии, провёл амнистию, восстановил политические свободы, боролся против экономического кризиса, реформировал образование и здравоохранение, снят после апрельского бунта 1938 года в Тунисе |
| 14                                                                         |         | Эрик Лабонн фр. Eirik Labonne                                        | 22 ноября 1938 года   | 3 июня 1940 года     | 1 год 194 дня   | Генерал-резидент Франции в Тунисе |
| 15                                                                         |         | Бернар Марсель Пейрутон фр. Bernard Marcel Peyrouton                 | 3 июня 1940 года      | 18 июля 1940 года    | 45 дней         | Генерал-резидент Франции в Тунисе, второй срок |
| 16                                                                         |         | Жан-Пьер Эстева фр. Jean-Pierre Esteva                               | 26 июля 1940 года     | 10 мая 1943 года     | 2 года 288 дней | Генерал-резидент Франции в Тунисе, адмирал, за сотрудничество с режимом Виши и III Рейхом был приговорён к смертной казни, помилован после войны |
| 17                                                                         |         | Шарль Эмманюэль Мас фр. Charles Emmanuel Mast                        | 10 мая 1943 года      | 2 февраля 1947 года  | 3 года 288 дней | Генерал-резидент Франции в Тунисе, дивизионный генерал, участвовал в освобождении Северной Африки, усилил репрессии против тунисских националистов |
| 18                                                                         |         | Жан Мон фр. Jean Mons                                                | 22 февраля 1947 года  | 13 июня 1950 года    | 3 года 111 дней | Генерал-резидент Франции в Тунисе, пытался проводить реформы, столкнувшись с сильным сопротивлением как профранцузских сил, так и националистов |
| 19                                                                         |         | Луи Марселен Мари Перилье фр. Louis Marcellin Marie Périllier        | 13 июня 1950 года     | 13 марта 1952 года   | 1 год 216 дней  | Генерал-резидент Франции в Тунисе, провёл институциональные изменения, которые проложили путь к автономии Туниса |
| 20                                                                         |         | Жан Мари Франсуа де Отклок фр. Jean Marie François de Hauteclocque   | 13 января 1952 года   | 2 сентября 1953 года | 1 год 232 дня   | Генерал-резидент Франции в Тунисе, пытался бороться против националистов и проводить реформы, встречая сопротивление со стороны бея Туниса |
| 21                                                                         |         | Пьер Вуазар фр. Pierre Voizard                                       | 2 сентября 1953 года  | 5 ноября 1954 года   | 1 год 64 дня    | Генерал-резидент Франции в Тунисе, предложил реформы с целью расширения автономии Туниса, которые были отвергнуты как французскими поселенцами, так и тунисцами, которые стремились к полной независимости                                             |
| 22                                                                         |         | Пьер Бойе де Латур дю Мулен фр. Pierre Boyer de Latour du Moulin     | 5 ноября 1954 года    | 31 августа 1955 года | 299 дней        | Генерал-резидент Франции в Тунисе, генерал армии, вёл переговоры по соглашениям об автономии Туниса по поручению правительства Пьера Мендеса-Франса |
| 23                                                                         |         | Роже Сейду Форнье де Клозон фр. Roger Seydoux Fornier de Clausonne   | 13 сентября 1955 года | 20 марта 1956 года   | 189 дней        | Верховный комиссар Франции в Тунисе, последний французский колониальный администратор, руководивший Французским протекторатом Тунис |
| 20 марта 1956 года провозглашено независимое государство Королевство Тунис |         |                                                                      |                       |                      |                 | |